# Pyura comma
Pyura comma is een zakpijpensoort uit de familie van de Pyuridae. De wetenschappelijke naam van de soort is voor het eerst geldig gepubliceerd in 1906 door Hartmeyer.